# Винчилаго
Винчилаго је насеље у Италији у округу Ређо ди Калабрија, региону Калабрија.
Према процени из 2011. у насељу је живело 41 становника. Насеље се налази на надморској висини од 102 м.